# La Vengeance de Sol Lester
Pour plus de détails, voir Fiche technique et Distribution.
La Vengeance de Sol Lester (La venganza de Clark Harrison) est un western spaghetti hispano-italien sorti en 1966, réalisé par José Luis Madrid.

## Synopsis
Deux hommes masqués font irruption dans le bureau de Duvall, propriétaire d'une mine d'or aux environs de Paraiso : ils veulent lui prendre l'acte de propriété de la mine. Ils sont surpris par Sol Lester, un jeune vigile, qu'ils assomment avant de tuer Duvall. Avec quelques faux-témoins dont la fiancée de Lester, Cora, ils parviennent à faire retomber sur lui l'accusation du meurtre de Duvall : Lester est condamné à la prison.
Libéré un peu en avance du fait de son bon comportement en prison, Sol Lester revient à Paraiso et découvre que les choses ont bien changé. Halloway, qui avait mandaté les voleurs de Duvall, est bien devenu le directeur de la mine, tandis que Coleman qui l'avait effectivement assassiné contrôle toute la région. C'est le début pour Lester d'une lutte contre les abus de pouvoir et d'une recherche d'indices pour prouver leur culpabilité dans le meurtre de Duvall. Il gagne la sympathie d'une partie des habitants, et lorsque le shérif est tué à l'occasion d'un holdup à la banque, il est nommé à sa place.
La partie se complique quand Bliss, propriétaire du saloon, cherche aussi à obtenir la mine. Il veut neutraliser Lester et mettre dos à dos Coleman et Halloway. Le jeune shérif doit alors affronter des ennemis très rusés, mais il est bientôt soutenu par Lois Duvall, la fille de celui qui avait été assassiné.

## Fiche technique
- Titre français : La Vengeance de Sol Lester[1]
- Titre original espagnol : La venganza de Clark Harrison
- Titre italien : La spietata colt del gringo
- Genre : western spaghetti
- Réalisation : Joseph L. Madrid
- Scénario : Mino Roli (sous le pseudo de Mike Ashley), Antonio Sant’Esteban (sous le pseudo d'Anthony Esteban), et Jess Navarro
- Musique : Francesco De Masi
- Production : Zelyko Kunkera (producteur), Valentín Fernàndez Tubau (producteur de ligne) pour Danny Film, Cinedoris, Cooperativa Constelacion
- Photographie : Marcello Gatti
- Format d'image : 2,35:1
- Montage : José Luis Madrid (non crédité)
- Durée : 79 min
- Décors : Andrès Vallve (sous le pseudo d'Andrew Valley)
- Costumes : Blanda Stefani (comme Blanda)
- Maquillage : Elisa Aspachs
- Pays de production :  Espagne,  Italie
- Année de sortie : 1966
- Langues originales : espagnol, italien
- Date de sortie en salle en France : 26 juin 1968[1]

## Distribution
- Luigi Giuliani (sous le pseudo de Jim Reed) : Sol Lester
- Marta Padovan (sous le pseudo de Martha Dovan) : Lois Duvall
- Germana Monteverdi (sous le pseudo de Pat Greenhill) : Cora
- Carlos Otero (sous le pseudo de Charles Otter) : Bliss
- Alberto Gadea : Halloway
- Gustavo Re : juge Wilker
- Indio Gonzales : Coleman
- Antonio Jimenez Escribano : juge du procès